# ヒメカブト
ヒメカブト (Xylotrupes gideon) は、昆虫綱甲虫目コガネムシ科カブトムシ亜科カブトムシ族ヒメカブト属に属するカブトムシの一種。日本のカブトムシの胸角を引き伸ばした様態で、相手をがっちりと挟み込むことができる。生態的にも近いものがある。繁殖力や環境への適応力があり、東南アジア一帯に普通種として広く分布し、15もの亜種を持っている。
成虫がサトウキビの茎の内部にトンネルを掘って潜み、その中で吸汁・摂食を行うため、サトウキビの重要な害虫であるという説もあるが、奄美･沖縄でのさとうきびの被害は報告されていない。輸入は植物防疫法によって禁止されている。ただし厳密に守られているわけではなく、検疫体制の網の目をくぐって容易に購入されてしまっている。
同属の他の種と区別するために、ギデオンヒメカブトと呼ぶこともある。
バグームなどでは食用にもなっている。

## メンクワン
タイ王国北西部の都市チェンマイでは、古くからヒメカブトを戦わせる昆虫相撲行事（メンクワン）が行われている。
分類学上ヒメカブトは日本のカブトムシと近縁であり、闘争心も強い（ただしこれはメンクワンの影響で闘争心が強いイメージを持たれただけで、実際にはそれほどでもないという説もある。）。生息域を同じくして、ヒメカブトより大型のゴホンツノカブトが存在するが、ゴホンツノカブトは大人しいため、使用されることはない。
バルサの丸太の中をくり貫き、そこにメスをいれ、顔をのぞかせるようにする。その丸太の上にオスを置き、戦わせるのである。肢が全て丸太から離れたら負け。優勝者には賞金があるほか、そのカブトムシは高値で取引されるため盛り上がる。
その行事の前には胸角を紐でサトウキビに括り付け、売られる姿が見られる。
現在、メンクワンによるオスの乱獲で個体数減少が危ぶまれたが、現地でヒメカブトを飼育して増やそうという団体も発生した

## 亜種
- ssp. gideon - カリマンタン島
- ssp. tonkinensis - ベトナム北部
- ssp. beceri - マレー半島
- ssp. siamensis - タイ
- ssp. kaszabi - 東南アジア北部
- ssp. clinias - モルッカ諸島
- ssp. lamachus - ニューギニア島
- ssp. szekessyi - ソロモン諸島
- ssp. australicus - オーストラリア
- ssp. baumeisteri - スラウェシ島
- ssp. ulysses - ビスマルク諸島
- ssp. borneensis - カリマンタン島
- ssp. sumatrensis - スマトラ島
- ssp. philippinensis - フィリピン・台湾
- ssp. meridionalis - インド南部